# Молодий Шахтар
Молоди́й Шахта́р — селище Жданівської міської громади Горлівського району Донецької області, Україна. Населення становить 164 осіб. Відстань до Жданівки становить близько 7 км і проходить автошляхом місцевого значення.

## Географія
Селищем тече Балка Колпакова.

## Населення

### Мова
Розподіл населення за рідною мовою за даними перепису 2001 року:
| Мова       | Кількість | Відсоток |
| ---------- | --------- | -------- |
| російська  | 120       | 73.17%   |
| українська | 44        | 26.83%   |
| Усього     | 164       | 100%     |